# Abarth 500

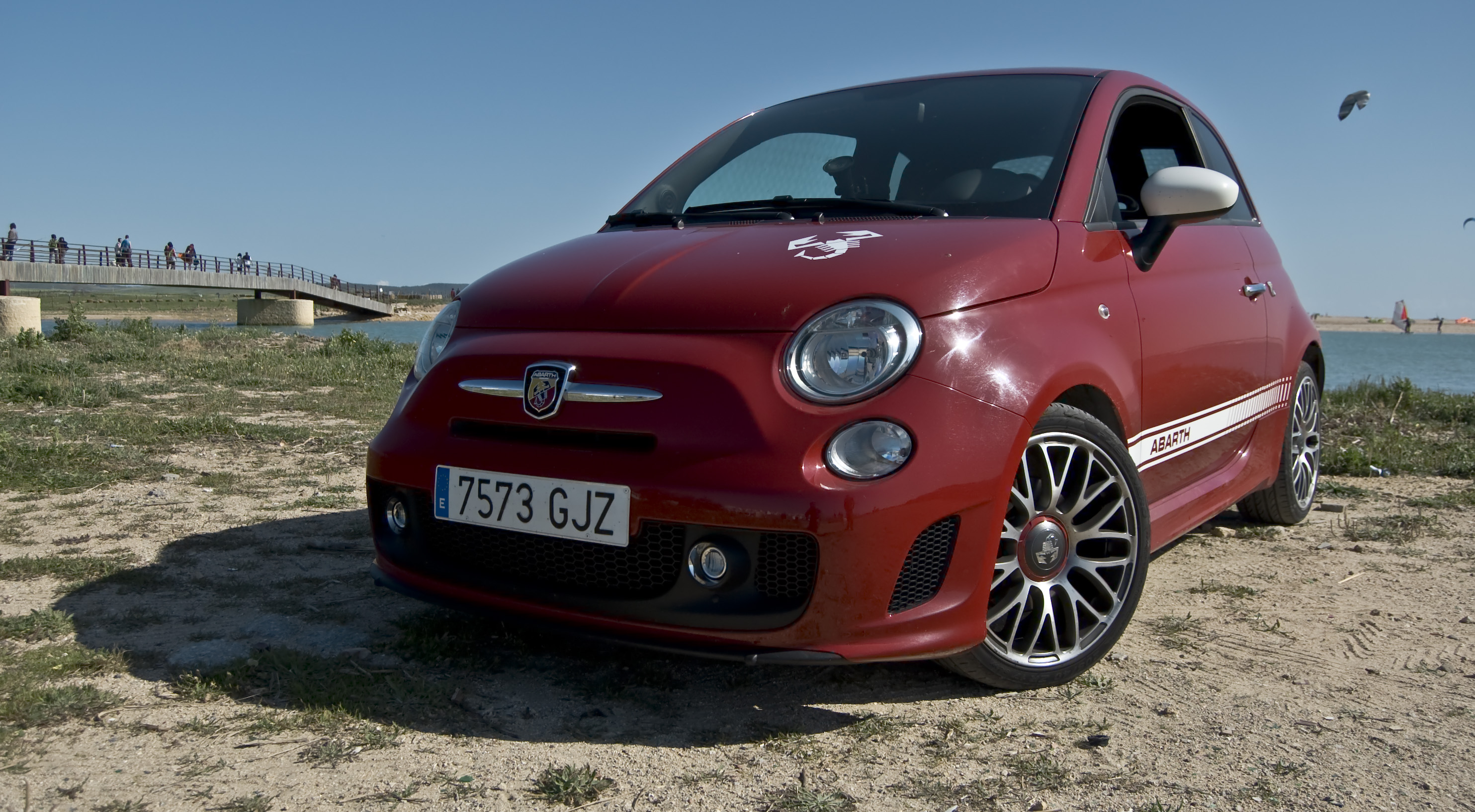
Abarth 500

El Abarth 500, también denominado Fiat 500 Abarth en Norteamérica y Colombia,  es un automóvil deportivo del segmento A comercializado desde 2008 por el fabricante italiano Abarth sobre la base del Fiat 500.

## En detalle

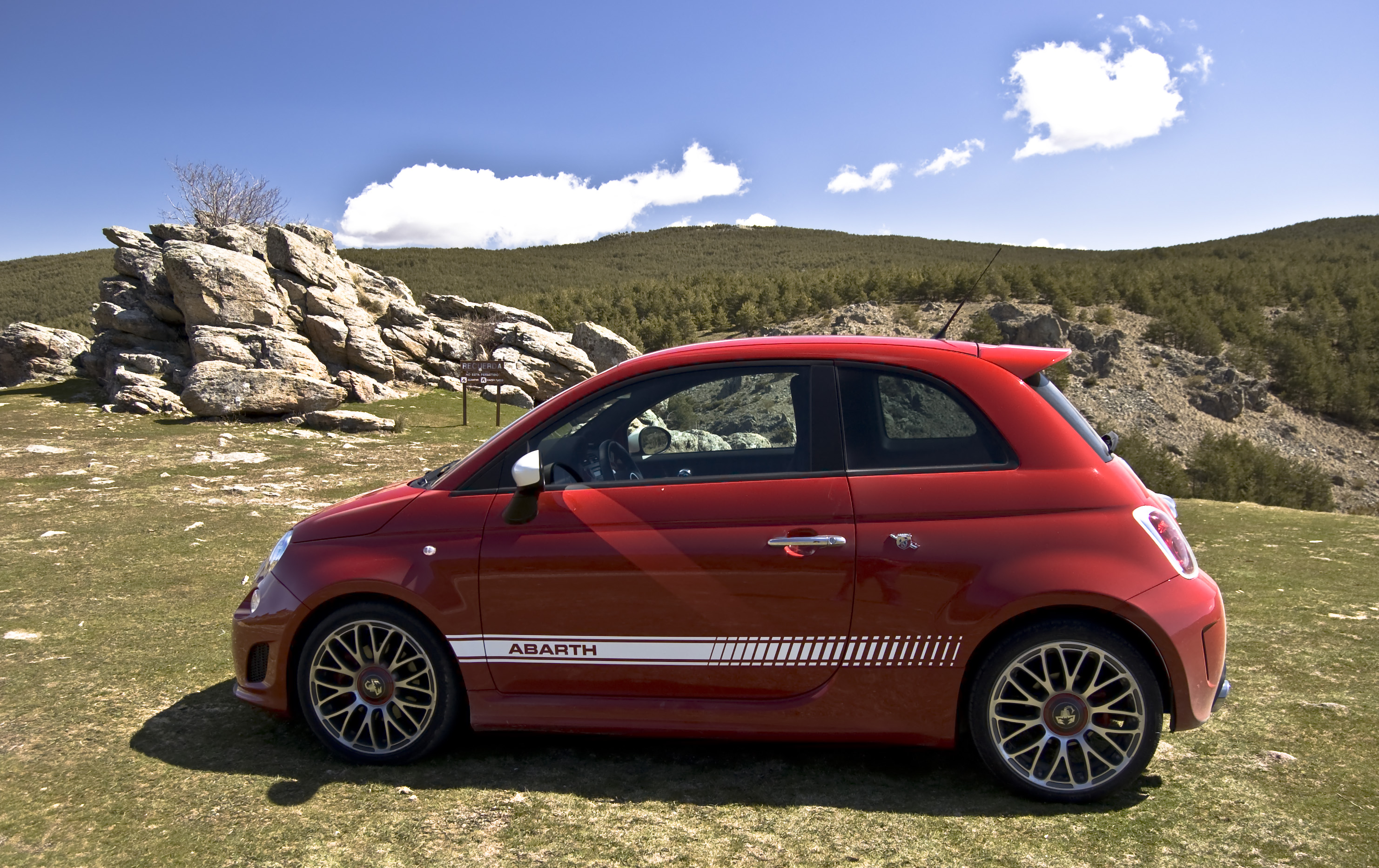
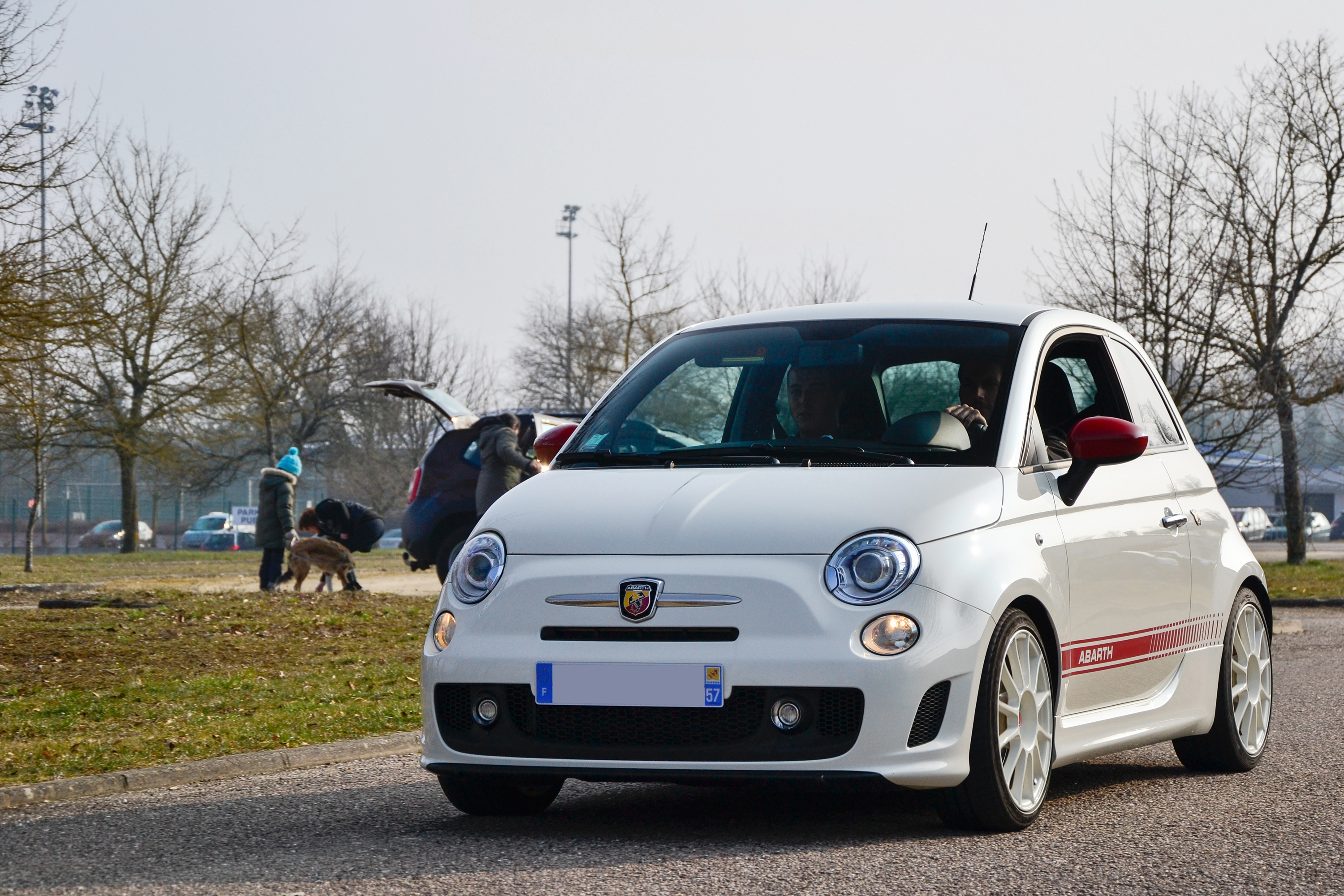
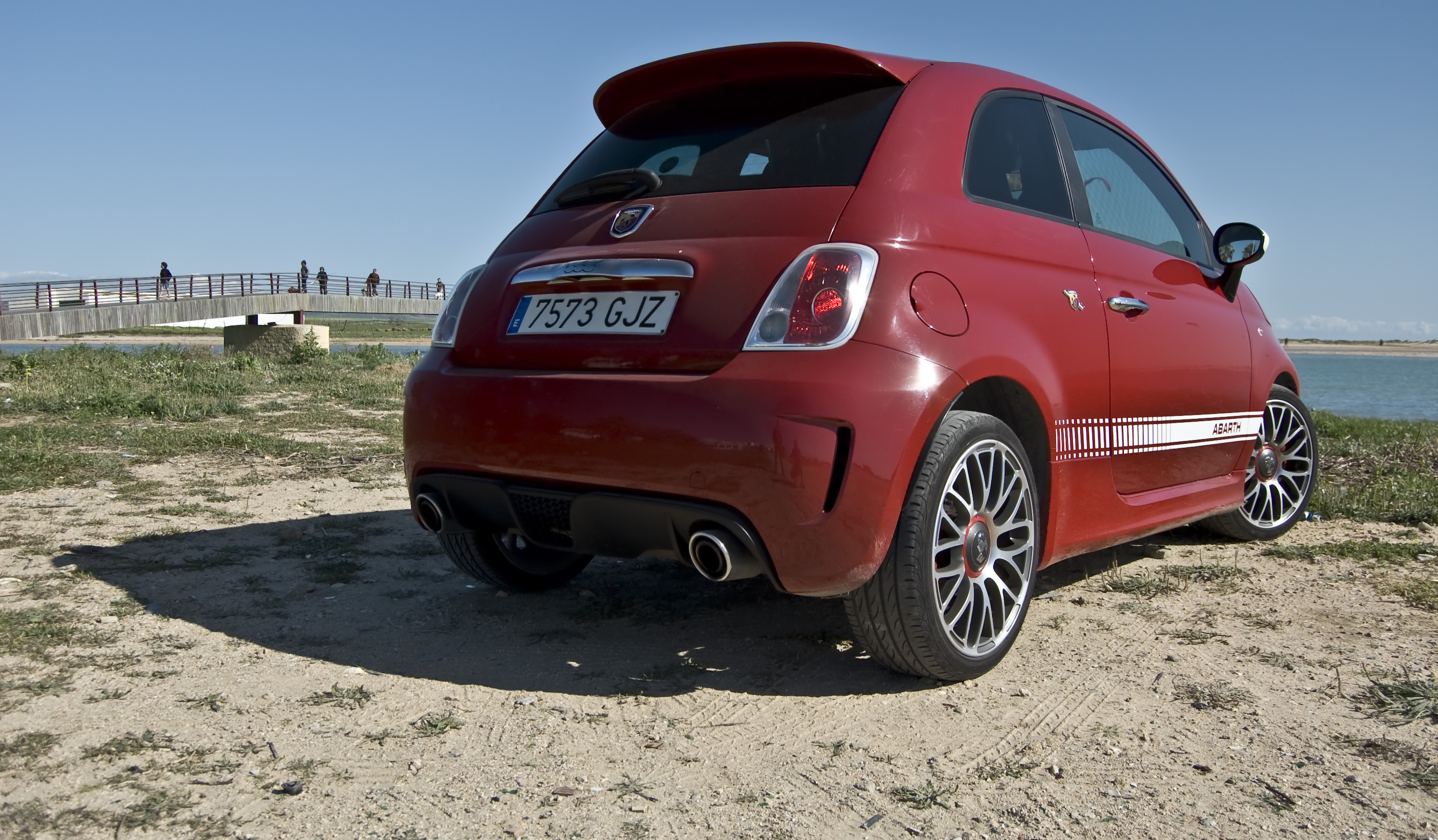
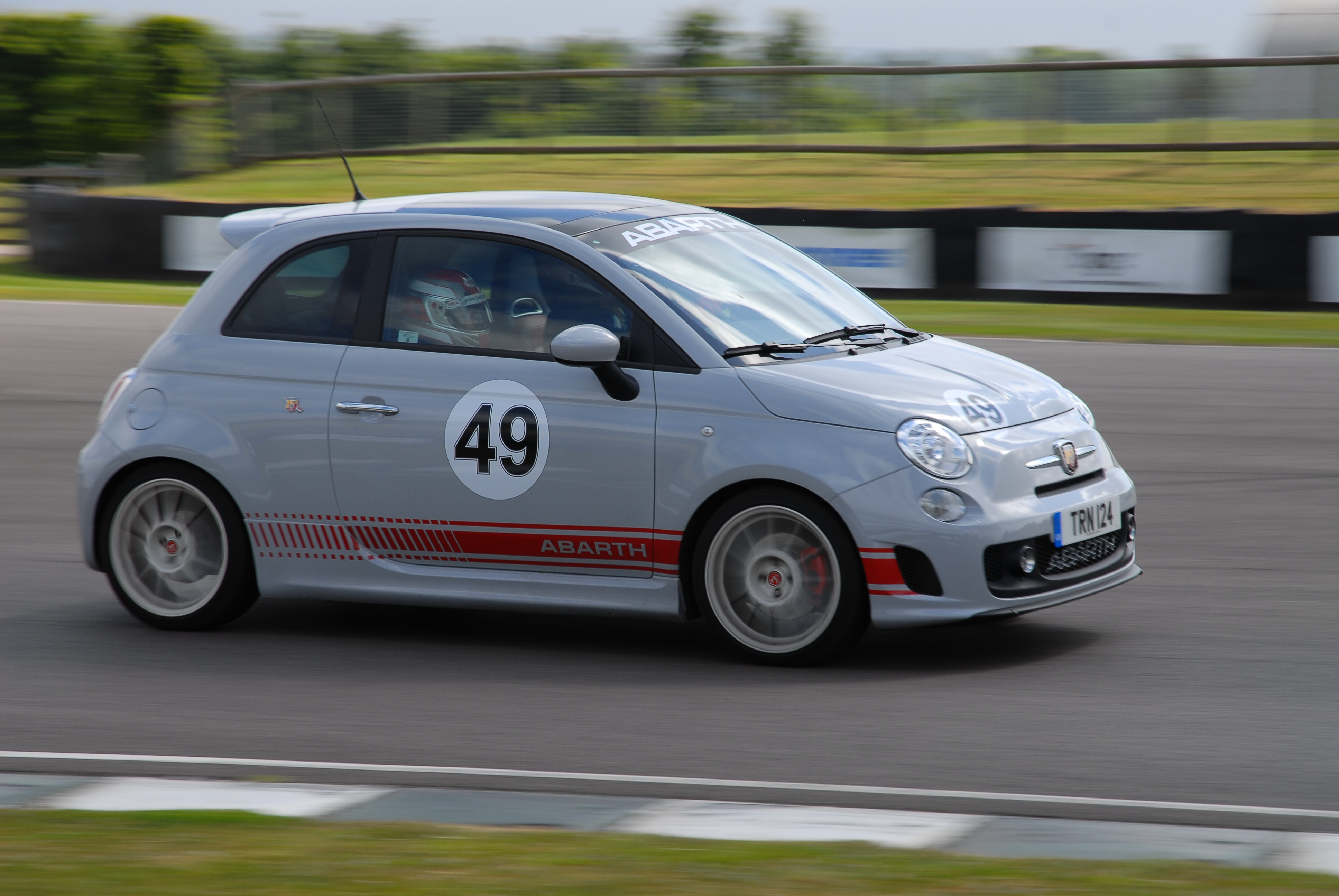
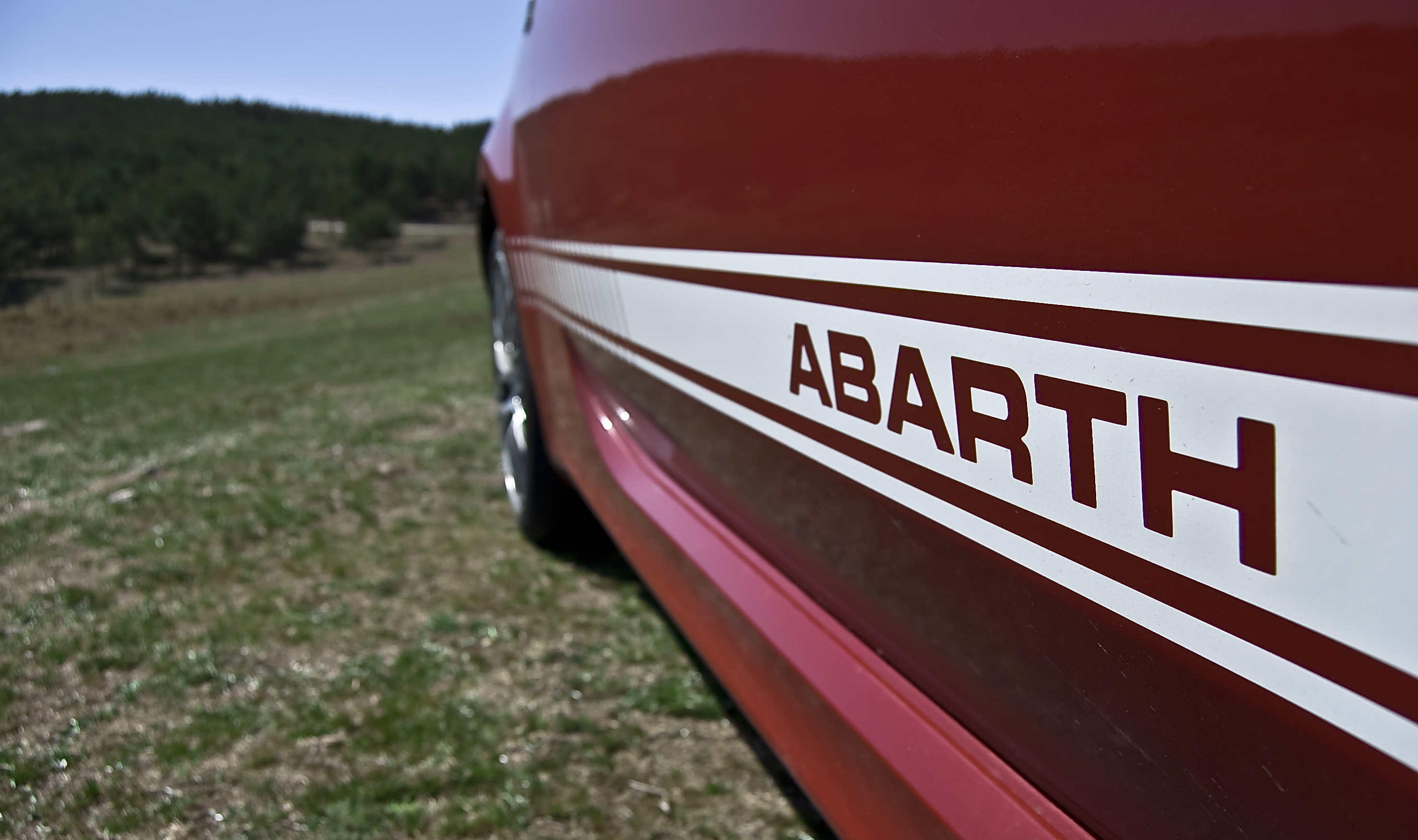
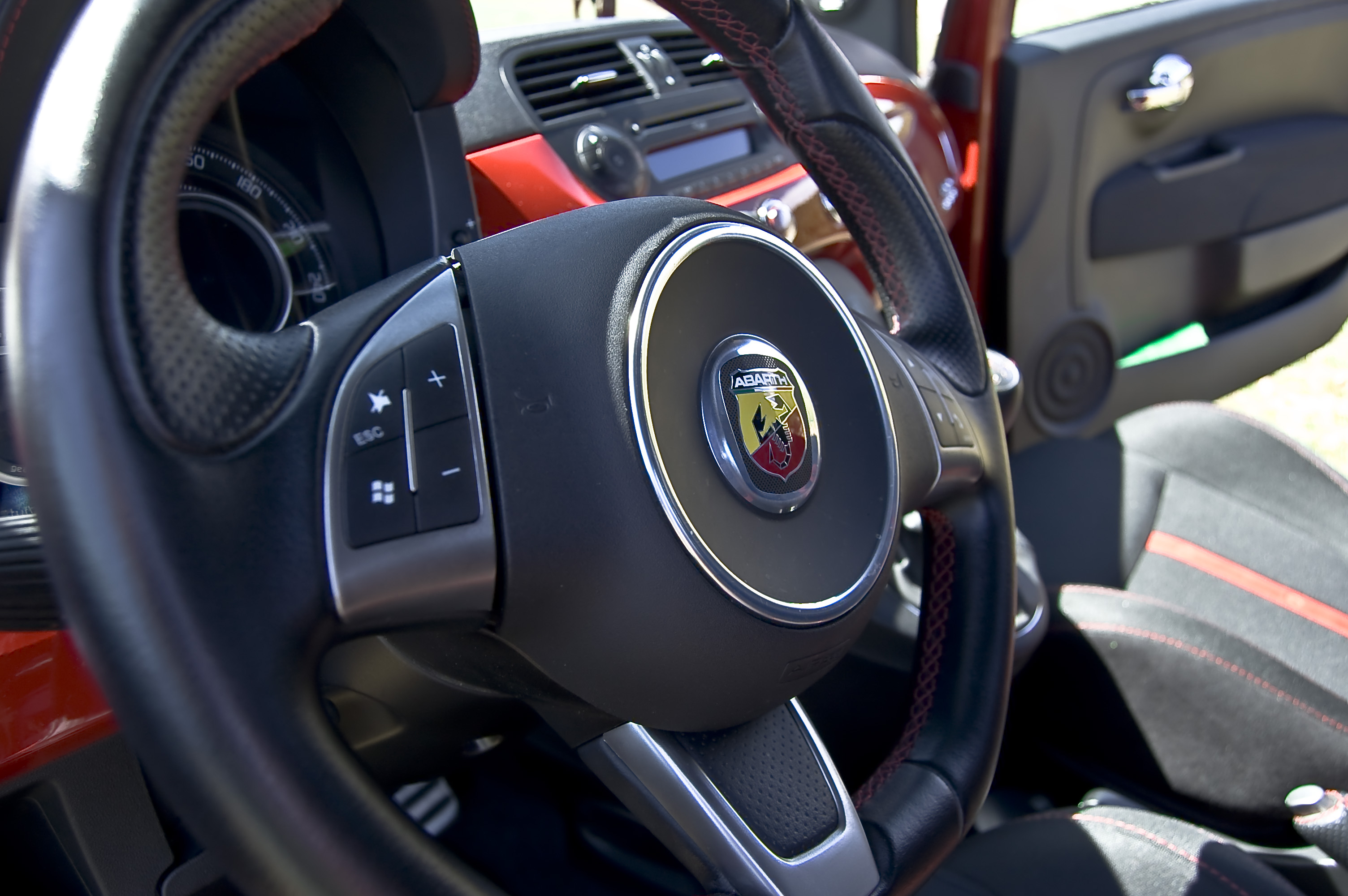

### Tabla resumen de mecánicas

#### Europa
| Mecánica      | Inicio | Fin | Familia | Tecnología | Combustible | Cil. | Cubicaje (cc.) | Vál. | Potencia (CV/ rpm) | Par (Nm/ rpm) | Vel. máx. (km/h) | Aceleración 0-100 km/h (s) | Consumo (l/100km) | Emisión CO2 (g/km) | S&S | Transmisión                      | Rel. |
| ------------- | ------ | --- | ------- | ---------- | ----------- | ---- | -------------- | ---- | ------------------ | ------------- | ---------------- | -------------------------- | ----------------- | ------------------ | --- | -------------------------------- | ---- |
| 1.4 Turbo     | Debut  |     | T-Jet   | Turbo      | Gasolina    | 4L   | 1368           | 16   | 135/ 5500          | 206/ 2000     | 205              | 7,9                        | 6,5               | 155 EURO 5         | No  | Delantera Manual                 | 5    |
| 1.4 Turbo MTA | 2010   |     | T-Jet   | Turbo      | Gasolina    | 4L   | 1368           | 16   | 140/ 5000          | 206/ 2000     | 205              | 8,1                        | 6,5               | 151 EURO 5         | No  | Delantera Automática Abarth MTA  | 5    |
| 1.4 Turbo     | 2008   |     | T-Jet   | Turbo      | Gasolina    | 4L   | 1368           | 16   | 160/ 5500          | 230/ 3000     | 211              | 7,4                        | 6,5               | 155 EURO 5         | No  | Delantera Manual                 | 5    |
| 1.4 Turbo MTA | 2010   |     | T-Jet   | Turbo      | Gasolina    | 4L   | 1368           | 16   | 160/ 5500          | 230/ 3000     | 209              | 7,6                        | 6,5               | 151 EURO 5         | No  | Delantera Automática Abarth MTA  | 5    |
| 1.4 Turbo MTA | 2010   |     | T-Jet   | Turbo      | Gasolina    | 4L   | 1368           | 16   | 180/ 5500          | 250/ 3000     | 225              | 7,0                        | 6,5               | 151 EURO 5         | No  | Delantera Automátical Abarth MTA | 5    |
| 1.4 Turbo     | 2009   |     | T-Jet   | Turbo      | Gasolina    | 4L   | 1368           | 16   | 180/ 5500          | 300/ 3000     | 225              |                            |                   |                    | No  | Delantera Manual Secuencial      | 6    |
| 1.4 Turbo     | 2009   |     | T-Jet   | Turbo      | Gasolina    | 4L   | 1368           | 16   | 190/ 6500          | 300/ 3000     | 225              |                            |                   |                    | No  | Delantera Manual Secuencial      | 6    |
| 1.4 Turbo     | 2012   |     | T-Jet   | Turbo      | Gasolina    | 4L   | 1368           | 16   | 205/ 5500          | 300/ 4000     | 225              |                            |                   |                    | No  | Delantera Manual Secuencial      | 6    |

#### América
| Mecánica           | Inicio | Fin | Familia | Tecnología     | Combustible | Cil. | Cubicaje (cc.) | Vál. | Potencia (CV/ rpm) | Par (Nm/ rpm) | Vel. máx. (km/h) | Aceleración 0-100 km/h (s) | Consumo (l/100km) | Emisión CO2 (g/km) | S&S | Transmisión      | Rel. |
| ------------------ | ------ | --- | ------- | -------------- | ----------- | ---- | -------------- | ---- | ------------------ | ------------- | ---------------- | -------------------------- | ----------------- | ------------------ | --- | ---------------- | ---- |
| 1.4 Turbo MultiAir | 2012   |     | T-Jet   | MultiAir Turbo | Gasolina    | 4L   | 1368           | 16   | 160/ 5500          | 230/ 2500     |                  |                            |                   |                    | No  | Delantera Manual | 5    |

## Publicidad

### Seducción
Para el 2012 se presentó un comercial protagonizado por la modelo rumana Catrinel Menghia en la cual ella increpaba a un transeúnte por mirarla indiscretamente. Tras recriminarle de forma sensual ella desparece y se convierte en el modelo FIAT Abath 500

### Demasiado rápido para seguirlo
En una curiosa acción de marketing desarrollada por Abarth en 2013, todos los usuarios interesados en seguir la actividad de la cuenta oficial del Abarth 500 en Twitter recibían una contestación negativa al ser el modelo "demasiado rápido para seguirlo". La acción fue ideada por la agencia publicitaria Leo Burnett.

## Fábricas
El Abarth 500 se fabrica en las plantas de Fiat Tychy en Polonia y en Chrysler Toluca en México.